# Gipfelstürmer Live
Gipfelstürmer Live ist das siebte Livealbum der deutschen Pop-Rock-Band Unheilig.

## Entstehung und Artwork

Wiener Stadthalle

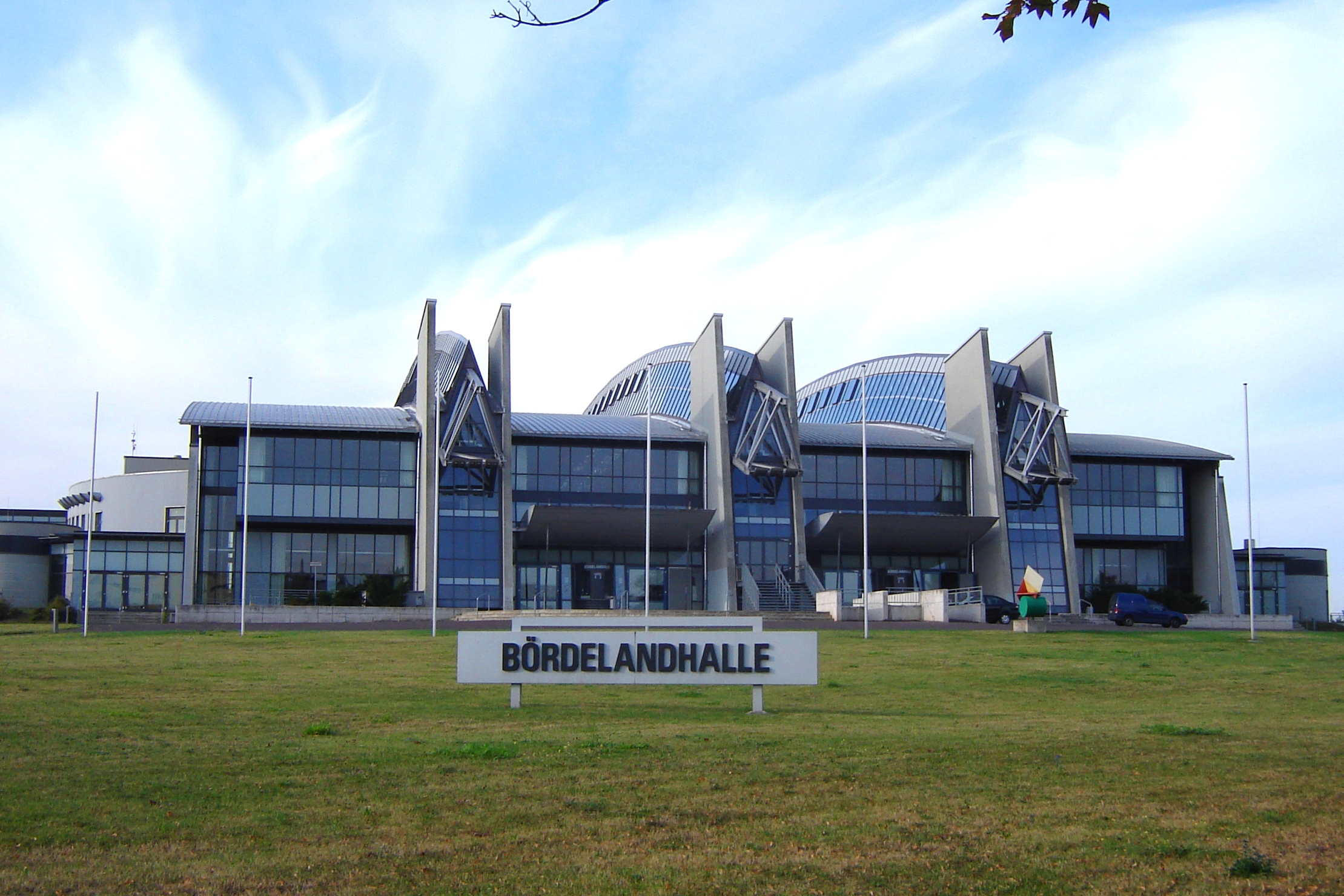
GETEC Arena

Die Liveaufnahmen für Gipfelstürmer Live erfolgten am 9. April 2015 in der GETEC Arena in Magdeburg. Eine exklusive Albumversion für den österreichischen Markt wurde am 6. April 2015 in der Wiener Stadthalle aufgezeichnet. Alle Titel des Albums wurden vom Grafen komponiert, meist mit der Unterstützung von Markus Tombült und Henning Verlage. Bei drei Titeln wirkt auch der Komponist Kiko Maßbaum mit. Das Album wurde unter dem Musiklabel Vertigo Berlin veröffentlicht und durch Universal Music Publishing vertrieben. Auf dem blau-schwarz gehaltenen Cover des Albums ist – neben Künstlernamen und Albumtitel – eine Comicdarstellung einer alten fahrenden Dampflokomotive zu sehen. Die Fotografien des Begleitheftes stammen von Erik Weiss. Das Artwork und die Illustrationen des Covers und des Begleitheftes stammen vom Büro Dirk Rudolph. Es handelt sich um das gleiche Coverbild wie zum vorangegangenen Studioalbum Gipfelstürmer, nur dass die Farbgestaltung verändert wurde.

## Veröffentlichung und Promotion
Die Erstveröffentlichung von Gipfelstürmer Live erfolgte am 19. Juni 2015 in Deutschland, Österreich und der Schweiz. Das Doppel-Album besteht aus 20 Liveaufnahmen. Neben der regulären Albumveröffentlichung in Deutschland, folgte gleichzeitig auch die Veröffentlichung einer „österreichischen Version“ mit einer Aufzeichnung aus der Wiener Stadthalle. Beide Albumversionen wurden zur gleichen Zeit veröffentlicht und beinhalten die gleiche Anzahl an Titeln und alle Titel befinden sich in der gleichen Reihenfolge. Mit Ausnahme eines Liedes, sind alle Stücke auch zu einzelnen Downloads erhältlich. Nur die Liveversion von Geboren um zu leben ist lediglich in Verbindung mit dem ganzen Album digital zu erwerben.

## Titelliste
Alle Liedtexte sind in deutscher Sprache verfasst. Musikalisch bewegen sich die Lieder im Bereich des Pop-Rocks. Alle Stücke wurden vom Grafen, zusammen mit wechselnden Komponisten, geschrieben. Das Album beinhaltet zum größten Teil Lieder des vorangegangenen Studioalbums Gipfelstürmer sowie einige der erfolgreichsten Hits der Vergangenheit. Im Vergleich zur Studioversion von Gipfelstürmer sind folgende Titel nicht auf der Liveversion enthalten: Echo, Hand in Hand und Der Gipel (Outro). Echo wurde aber zum Beispiel in Frankfurt Live gespielt.
Titelliste
| #  | Titel                       | Autor(en)                                               | Produzent(en) 1                                         | Länge |
| -- | --------------------------- | ------------------------------------------------------- | ------------------------------------------------------- | ----- |
| 1  | Der Berg (Intro)            | Der Graf, Markus Tombült, Henning Verlage               | Markus Tombült, Henning Verlage                         | 5:07  |
| 2  | Hinunter bis auf Eins       | Der Graf, Markus Tombült, Henning Verlage               | Thorsten Brötzmann                                      | 3:29  |
| 3  | Wir sind alle wie eins      | Der Graf, Markus Tombült, Henning Verlage               | Roland Spremberg                                        | 4:16  |
| 4  | Dem Himmel so nah           | Der Graf, Markus Tombült, Henning Verlage               | Thorsten Brötzmann                                      | 4:42  |
| 5  | Mein Berg                   | Der Graf, Markus Tombült, Henning Verlage               | Roland Spremberg                                        | 4:39  |
| 6  | Wir sind die Gipfelstürmer  | Der Graf, Markus Tombült, Henning Verlage               | Thorsten Brötzmann                                      | 4:45  |
| 7  | Alles hat seine Zeit        | Der Graf, Kiko Maßbaum, Markus Tombült, Henning Verlage | Kiko Maßbaum, Markus Tombült (Co), Henning Verlage (Co) | 4:36  |
| 8  | Unter deiner Flagge         | Der Graf, Henning Verlage                               | Der Graf, Henning Verlage                               | 4:33  |
| 9  | Goldrausch                  | Der Graf, Markus Tombült, Henning Verlage               | Thorsten Brötzmann                                      | 5:06  |
| 10 | Lichter der Stadt           | Der Graf, Henning Verlage                               | Roland Spremberg                                        | 4:33  |
| 11 | Zwischen Licht und Schatten | Der Graf, Markus Tombült, Henning Verlage               | Markus Tombült, Henning Verlage                         | 6:17  |
| 12 | Held für einen Tag          | Der Graf, Markus Tombült, Henning Verlage               | Roland Spremberg                                        | 5:25  |
| 13 | Wie in guten alten Zeiten   | Der Graf, Markus Tombült, Henning Verlage               | Markus Tombült, Henning Verlage                         | 5:24  |
| 14 | Glück auf das Leben         | Der Graf, Kiko Maßbaum, Markus Tombült, Henning Verlage | Kiko Maßbaum, Markus Tombült (Co), Henning Verlage (Co) | 4:14  |
| 15 | Die Weisheiten des Lebens   | Der Graf, Kiko Maßbaum, Markus Tombült, Henning Verlage | Kiko Maßbaum, Markus Tombült (Co), Henning Verlage (Co) | 5:02  |
| 16 | Grosse Freiheit             | Der Graf, Henning Verlage                               | Der Graf, Henning Verlage                               | 4:23  |
| 17 | Geboren um zu leben         | Der Graf, Henning Verlage                               | Kiko Maßbaum                                            | 10:09 |
| 18 | Maschine                    | Der Graf                                                | Der Graf                                                | 7:10  |
| 19 | Für immer                   | Der Graf, Henning Verlage                               | Kiko Maßbaum                                            | 3:40  |
| 20 | Zeit zu gehen               | Der Graf, Markus Tombült, Henning Verlage               | Markus Tombült, Henning Verlage                         | 5:31  |

## Gipfelstürmer Hallen-Tournee
Diese Liste enthält alle Konzerte in chronologischer Reihenfolge, die bei der Gipfelstürmer Hallen-Tournee 2015 bisher gespielt wurden oder noch gespielt werden. Das Konzert in Essen war eigentlich für den 20. Juni 2015 geplant, doch da an diesem Tag in einem kleinen Radius vier weitere Veranstaltungen stattfinden und das Verkehrsaufkommen reduziert werden wollte, weichen Unheilig auf den 12. September 2015 aus.

### Tourdaten
| Datum              | Stadt                | Veranstaltungsort         | Land        |
| ------------------ | -------------------- | ------------------------- | ----------- |
| 6. April 2015      | Wien                 | Wiener Stadthalle         | Österreich  |
| 9. April 2015      | Magdeburg            | GETEC Arena               | Deutschland |
| 10. April 2015     | Leipzig              | Haus Auensee              | Deutschland |
| 17. April 2015     | Bochum               | RuhrCongress              | Deutschland |
| 18. April 2015     | Göttingen            | Lokhalle                  | Deutschland |
| 23. April 2015     | Saarbrücken          | Saarlandhalle             | Deutschland |
| 24. April 2015     | Freiburg im Breisgau | Rothaus Arena             | Deutschland |
| 25. April 2015     | Zürich               | Hallenstadion             | Schweiz     |
| 26. April 2015     | Samnaun              | Alp Trida – Schneefest    | Schweiz     |
| 30. April 2015     | Schwerin             | Sport- und Kongresshalle  | Deutschland |
| 1. Mai 2015        | Hannover             | Life Swiss Hall           | Deutschland |
| 2. Mai 2015        | Siegen               | Siegerlandhalle           | Deutschland |
| 8. Mai 2015        | Erfurt               | Messehalle                | Deutschland |
| 9. Mai 2015        | Düsseldorf           | Mitsubishi Electric Halle | Deutschland |
| 10. Mai 2015       | Bielefeld            | Seidensticker Halle       | Deutschland |
| 15. Mai 2015       | Fulda                | Esperantohalle            | Deutschland |
| 16. Mai 2015       | München–Freimann     | Zenith                    | Deutschland |
| 21. Mai 2015       | Neu-Ulm              | Ratiopharm-Arena          | Deutschland |
| 22. Mai 2015       | Bamberg              | Brose Arena               | Deutschland |
| 23. Mai 2015       | Wetzlar              | Rittal Arena Wetzlar      | Deutschland |
| 28. Mai 2015       | Berlin               | Max-Schmeling-Halle       | Deutschland |
| 29. Mai 2015       | Kiel                 | Sparkassen-Arena          | Deutschland |
| 30. Mai 2015       | Bremen               | ÖVB-Arena                 | Deutschland |
| 26. Juni 2015      | Schwäbisch Gmünd     | Schießtalplatz            | Deutschland |
| 27. Juni 2015      | Sankt Goarshausen    | Freilichtbühne Loreley    | Deutschland |
| 17. Juli 2015      | Füssen               | Königswinkel              | Deutschland |
| 18. Juli 2015      | Mühldorf am Inn      | Rennbahn                  | Deutschland |
| 28. August 2015    | Leipzig              | Völkerschlachtdenkmal     | Deutschland |
| 29. August 2015    | Leipzig              | Völkerschlachtdenkmal     | Deutschland |
| 12. September 2015 | Essen                | Stadion Essen             | Deutschland |
| 25. September 2015 | Schupfart            | Schupfart Festival 2015   | Schweiz     |

## Mitwirkende
- Der Graf Gesang, Komponist
- Kiko Maßbaum: Komponist
- Martin Potthoff: Schlagzeug
- Christoph Termühlen: Gitarre
- Markus Tombült: Komponist
- Henning Verlage: Keyboard, Komponist
- Erik Weiss: Fotograf (Begleitheft)
- Büro Dirk Rudolph: Artwork (Cover/Begleitheft)
- Vertigo Berlin: Musiklabel
- Universal Music Publishing: Vertrieb

## Charts und Chartplatzierungen
Alle Verkäufe des Albums wurden denen von Gipfelstürmer hinzu addiert, sodass sich das Album nicht als eigenständiger Tonträger in den Charts platzieren konnte.